# William Andre
William Jules Andre (Montclair, 23 settembre 1931 – 17 ottobre 2019) è stato un pentatleta statunitense.

## Palmarès
In carriera ha conseguito i seguenti risultati:
- Giochi olimpici:

Melbourne 1956: argento nel pentathlon moderno a squadre.
- Mondiali:

Santo Domingo 1953: Bronzo nel pentathlon moderno individuale.